# The Best Thing
«The Best Thing» es el segundo sencillo del quinto álbum de estudio —Five Score and Seven Years Ago— de la banda estadounidense de rock cristiano Relient K. La canción también aparece en el álbum de la compilación de música cristiana, WOW Hits 2007.
- Datos: Q6148268